# Чічаклуй-є-Хаджі-Ака
Чічаклуй-є-Хаджі-Ака (перс. چيچكلوی حاجی اقا) — село в Ірані, входить до складу дехестану Південний Назлуй у Центральному бахші шахрестану Урмія провінції Західний Азербайджан.